# Zanata
Gli Zanata o Zenata (in berbero: ⵉⵣⵏⴰⵜⵏ Iznaten; singolare: ⴰⵣⵏⴰⵜ Aznat) costituiscono un gruppo di tribù berbere che abitavano nel Maghreb. Fondarono nel corso del medioevo numerose entità statali nel Maghreb.

## Etimologia e semantica
Il nome "Zenata" deriva da "Iznaten" (ⵉⵣⵏⴰⵜⵏ), che è il plurale della parola "Aznat" (ⴰⵣⵏⴰⵜ), ed è composto da "Azn" (ⴰⵣⵏ) che significa "Inviare, Spedizione" e "At" (ⴰⵜ) che significa "Figlio", nella lingua berbera di Zenata (in altri dialetti berberi, "Figlio" è detto "Aït (ⴰⵢⵜ) o Yat (ⵢⴰⵜ)"). Il suffisso -en e la sostituzione della prima lettera della parola singolare in A- per una I- sono usati per marcare il plurale. "Iznaten" è il plurale di "Aznat" e in berbero zenetic significa "Coloro che mandano i propri figli". Il nome "Iznaten" potrebbe anche essere pronunciato "Iznaïten" o "Iznyaten".

## Lingua
Secondo Ibn Khaldūn, noto storico nordafricano del XIV secolo, vi erano tribù Zanāta in tutto il Nordafrica (attuale Marocco, Tunisia, Algeria).
A detta dello storico e sociologo, gli Zanāta costituivano una delle principali divisioni dei berberi esistenti in età medievali, assieme ai Sanhāja e ai Maṣmūda. Egli specificava che erano tribù tanto nomadi quanto sedentarie, costruttori di città. Erano, sempre secondo Ibn Khaldūn, concentrati nel medio Maghreb, loro luogo natio.
Gli Zanāta, secondo alcune teorie, sarebbero i discendenti dei Numidi e dei Getuli.
Secondo altre ipotesi, le tribù berbere dei Garamanti potrebbero essere state degli Zanāta.
In base a un'ulteriore ipotesi di Ibn Khaldūn, Medracen (Imadghasin) fu il Patriarca dei Zanāta.
Il più antico mausoleo (ca. XII secolo a.C.-II secolo a.C.) nell'attuale Algeria è il mausoleo Imadghasin a Madghis, città nei pressi di Batna). Imadghasin era probabilmente un sovrano zanata di Numidia.
Gli Zanāta erano noti per la loro abilità di cavalieri. La parola spagnola per "cavallerizzo" è jinete, che deriva proprio dall'etnonimo "Zanāta".

## Le varianti zanata
Le varietà berbere, collettivamente definite zanāta, sono diffuse su un'ampia area; per questa ragione numerosi idiomi sono chiamati "zanāti" o, in alcuni casi, sono parlati da persone che si autodefiniscono Zanāta.
Tra costoro figurano i Beni Snassen (o Ait Iznassen in tamazight), una tribù che vive nel Marocco settentrionale e in Algeria, per la maggior parte nelle montagne nei pressi di Berkane, chiamate Montagne dei Beni Snassen. Il sened (ora estinto) e la lingua riffiana, parlata nella regione del Rif (Marocco settentrionale), sono in ugual misura fortemente libicizzate. Il linguaggio zanāta maggiormente diffuso è lo chaoui: lingua parlata dagli Shawiya dell'Algeria nord-orientale.
Il termine "zanata" lascia tracce di sé in vari toponimi del Maghreb. In modo particolare si può ricordare il Oued Zenati (Wādī Zanātī) in Algeria.

## Storia
Gli Zanata potrebbero essere identificati nei Cinithii, citati da Tacito negli Annali, che abitavano le terre a sud dell'attuale Tunisia. Tacito affermava che costoro non erano una tribù ma un insieme di popolazioni.
Nell'VIII secolo molti Berberi e Zanata erano kharigiti e presero parte alla grande rivolta guidata da Maysara al-Matghari contro il dominio omayyade. L'ultima rivolta kharigita ebbe luogo nel X secolo sotto Abu Yazid, il cosiddetto "Uomo dell'asino", ma fu stroncata (sia pure a fatica) dai Fatimidi.
Durante il X secolo, alcuni Zanāta dell'Ifriqiya furono però alleati col Califfato omayyade di al-Andalus, che combatteva per assicurarsi il dominio del Marocco attuale contro i Fatimidi. In quelle occasioni gli Zanāta furono espulsi dal Marocco dai Berberi Sanhaja, alleati dei Fatimidi.
Nel XIII secolo gli Zanāta recuperarono la loro rilevanza politica con gli Abdalwadidi nelle regioni dell'Algeria occidentale e del Marocco orientale.
Dal XIII al XVI secolo, in Marocco, agli Zanāta si riferirono le dinastie dei Merinidi e dei Wattasidi, che governarono quelle ampie aree maghrebine.